# 渡瀬安奈
渡瀬 安奈（わたせ あんな、1983年7月14日 - ）は、日本のAV女優。趣味はマッサージ。

## 略歴
愛知県出身。2005年にAVデビュー。現在は引退している。

## 出演作品
2005年
- 名古屋嬢モデルの最初で最後の着エロ（6月25日 ラハイナ東海）
- 美少女の膨らみ 32（7月8日 光夜蝶）
- 渡●安奈の裏モザイク無しビデオ（9月21日 エイチエス映像）

2006年
- 名古屋現役女子大生 初脱ぎドキュメント（4月20日 イマージュ）
- HIGH SCHOOL FUCK（5月1日 アイデアポケット）
- 恥骨狩り 3（5月25日 OPERA）
- いけにえオナメイト 立て、飢えたる者よ!（6月25日 OPERA）
- 女子校生3姉妹（8月1日 アイデアポケット）
- 女子高生完全マニュアル01（8月1日 アイデアポケット）
- ケツガッチン 9（8月25日 OPERA）
- 精子遊び（9月1日 アイデアポケット）
- IPキャバクラへようこそ（10月1日 アイデアポケット）
- N-Fuck 名古屋流中出し（12月23日 エイチエス映像）

2007年
- BLACK LOVERS 黒い恋人（1月1日 アイデアポケット）
- WOMAN（1月5日 ドリームチケット） ※「ANNA」名義
- Beauty Style 24（1月25日 YeLLOW）
- トラワレ 2 〜監禁女子校生〜（1月26日 笠倉出版社）
- 貧乳アスリート（2月2日 TMA）
- HIGH SOCKS SCHOOL GIRL（2月23日 笠倉出版社）
- 学割 制服少女のアルバイト 01（3月8日 光夜蝶）
- 僕、専用。S カスタムメイド 005（4月27日 ゴーゴーズ）
- 渡瀬安奈 あんなコトこんなコト過激 4時間（5月18日 エイチエス映像）※総集編
- ぶっかけパイパン 中出しアナルSEX（5月19日 エムズビデオグループ）
- ポルチオハウス 驚愕の痙攣アクメ絶頂の館（5月20日 光夜蝶）
- Wアナル&W中出し&Wパイパン（6月19日 エムズビデオグループ）
- ロリータ 黒人ミサイル 03 バナナ○稚園（6月21日 アイエナジー）
- 真正中出し!!（6月30日 モブスターズ）
- ロリータ破壊 日本の少女が危ない。（7月19日 アイエナジー）
- ふたなりレズ姉妹（8月31日 メディアバンク）
- ハニカミお姉さんの敏感Aカップ♥（9月5日、ワープエンタテインメント）
- 美乳吸引クリニック（10月4日 ナチュラルハイ）
- チ●ポは自分でシゴきますから、それ以外の「接吻」とか「乳首責め」とか「亀頭チロチロ舐め」とかのお手伝いは、ぜ〜んぶお姉さんがシテ下さい。（10月15日、ワープエンタテインメント）